# Pavussu
Pavussu là một đô thị thuộc bang Piauí, Brasil. Đô thị này có diện tích 1494,687 km², dân số năm 2007 là 4284 người, mật độ 2,87 người/km².